# Episodi di Hill Street giorno e notte (quarta stagione)
La quarta stagione della serie televisiva Hill Street giorno e notte è stata trasmessa in anteprima negli Stati Uniti d'America dalla NBC tra il 13 ottobre 1983 e il 17 maggio 1984.
| nº | Titolo originale                 | Titolo italiano | Prima TV USA     | Prima TV Italia |
| -- | -------------------------------- | --------------- | ---------------- | --------------- |
| 1  | Here's Adventure, Here's Romance |                 | 13 ottobre 1983  |                 |
| 2  | Ba-Bing, Ba-Bing                 |                 | 20 ottobre 1983  |                 |
| 3  | The Long Law of the Arm          |                 | 27 ottobre 1983  |                 |
| 4  | Death by Kiki                    |                 | 3 novembre 1983  |                 |
| 5  | Doris in Wonderland              |                 | 10 novembre 1983 |                 |
| 6  | Praise Dilaudid                  |                 | 17 novembre 1983 |                 |
| 7  | Goodbye, Mr. Scripps             |                 | 24 novembre 1983 |                 |
| 8  | Midway to What?                  |                 | 1º dicembre 1983 |                 |
| 9  | Honk If You're a Goose           |                 | 8 dicembre 1983  |                 |
| 10 | The Russians Are Coming          |                 | 15 dicembre 1983 |                 |
| 11 | Ratman and Bobbin                |                 | 12 gennaio 1984  |                 |
| 12 | Nichols from Heaven              |                 | 19 gennaio 1984  |                 |
| 13 | Fuchs Me? Fuchs You!             |                 | 26 gennaio 1984  |                 |
| 14 | Grace Under Pressure             |                 | 2 febbraio 1984  |                 |
| 15 | The Other Side of Oneness        |                 | 9 febbraio 1984  |                 |
| 16 | Parting Is Such Sweep Sorrow     |                 | 16 febbraio 1984 |                 |
| 17 | The End of Logan's Run           |                 | 1º marzo 1984    |                 |
| 18 | The Count of Monty Tasco         |                 | 8 marzo 1984     |                 |
| 19 | racker Suite                     |                 | 15 marzo 1984    |                 |
| 20 | Hair Apparent                    |                 | 3 maggio 1984    |                 |
| 21 | Lucky Ducks                      |                 | 10 maggio 1984   |                 |
| 22 | Eva's Brawn                      |                 | 17 maggio 1984   |                 |